# Der ewige Quell (Film)
Der ewige Quell ist ein deutscher Spielfilm aus dem Jahre 1939 von Fritz Kirchhoff mit Eugen Klöpfer in der Hauptrolle. 

## Handlung
Irgendwo im ländlichen Deutschland. Ein sehr heißer Sommer lässt die meisten Wasserquellen der Umgebung versiegen. Als zuletzt auch der hochgelegene Lohhof des Großbauern Michl Reiter betroffen ist, beauftragt Reiter den Wünschelrutengänger Wastl Lusinger, eine neue Wasserquelle aufzutun. Bald schlägt dessen Rute aus, und der Lohhofbauer lässt daraufhin an dieser Stelle graben. Lusingers nichtsnutziger Sohn Wolfgang, der einst in Afrika als Schürfer Erfahrungen gesammelt hatte, glaubt jedoch vielmehr, dass dort statt Wasser sogar eine ganze Goldader fließen könnte. Der jüdisch anmutende Rechtsanwalt Iwan Wollinsky überzeugt den goldgierigen Lusinger-Sohn, mit dem Lohhofbauern einen Schürfrechtvertrag abzuschließen, der ihm viel Geld einbringen dürfte. Auch Reiter selbst erhofft sich durch dieses Geschäft enormen Reichtum. Während seine duldsame Frau und die beiden Söhne Hannes und Ludwig gegen diese Gold-Phantasien sind, will der Lohhofbauer sein ganzes Geld in dieses fragwürdige Schürfgeschäft stecken.
Reiters einseitiges Gold-Engagement führt dazu, dass nunmehr keinerlei Reserven mehr für die Wasserförderung vorhanden ist, was der gesamten Bauernschaft der Umgebung schadet. Außerdem werden die verbliebenen Wasservorräte für den Antrieb derjenigen Pumpen benötigt, die das imaginäre Gold zutage bringen sollen. Auch der Lohhof selber leidet sehr unter Reiters Aktivitäten. Bald wird das Geld knapp, und der Lohhofbauer sieht sich gezwungen, sein Vieh zu verkaufen. Doch nun geht Reiters Frau dazwischen und verhindert das Schlimmste. Nebenbei geraten sich auch noch Wolfgang Lusinger und Hannes Reiter in die Haare, da Lusinger junior sich unangemessen Hannes’ Verlobter Maria genähert hatte. Endlich fördert der Lobhofbauer an der Quelle etwas zutage, dass er irrtümlicherweise für Gold hält. Daraufhin verschwendet er seine letzten Geldreserven für die Errichtung eines Schmelzofens und lässt „Goldbarren“ gießen.
Die Abwasser bei dieser „Goldgewinnung“ strömen auf Felder und fließen in die Erde, sodass bald die gesamte Gegend kontaminiert ist und die Tiere nach dem Saufen verenden. In der Stadt mit seinem „Goldschatz“ angekommen, muss der Lohhofbauer die bittere Erkenntnis akzeptieren, dass all seine Mühe umsonst war. Das erhoffte Gold ist lediglich glimmerndes Erz und kaum etwas wert. Wolfgang Lusinger versucht, nachdem er von der schlechten Nachricht erfahren hat, gemeinsam mit dem windigen Wollinsky sich an Reiter zu halten. Dem von dem Winkeladvokaten aufgesetzten Vertrag zufolge würde der Lohhofbauer den beiden Männern rund 35.000 Mark schulden. Reiter ist am Boden, auch emotional, denn soeben wurde seine Frau von einem Pferdefuhrwerk überrollt und starb. Erst als Lusinger junior dem Lohhofbauern auch noch das Vieh aus dem Stall stehlen will, stellt sich Hannes dem Schurken entgegen. Es kommt zu Handgreiflichkeiten, bei denen Wolfgang zu Tode kommt. Hannes muss vor Gericht, wird jedoch freigesprochen. Der Lohhofbauer hat aus allem etwas gelernt und konzentriert sich nunmehr wieder ganz auf die Suche nach Wasser. Und tatsächlich findet er welches, das seinen Hof und die Höfe seiner Mitbauern überleben lässt.

## Produktionsnotizen
Der ewige Quell entstand zwischen Ende Juli und Anfang Oktober 1939. Der Film feierte seine Uraufführung am 19. Januar 1940 in Goslar, die Berliner Premiere fand am 23. August 1940 im Ufa-Theater Kurfürstendamm statt. Am 19. August 1979 fand die deutsche Fernsehpremiere im Bayerischen Rundfunk statt.
Ottmar Ostermayr übernahm die Herstellungsleitung. Ludwig Reiber und Rudolf Pfenninger gestalteten die Filmbauten. Adolph Schlyßleder war Regieassistent. Hans Wunschel wirkte bei diesem Film erstmals als Cheftontechniker.
Die Herstellungskosten des Films fielen mit etwa 661.000 Reichsmark recht günstig aus, allerdings spielte diese propagandistische B-Produktion bis März 1941 auch nur 514.000 RM ein. Damit galt der Film als kommerzieller Misserfolg.

## Kritiken
Das eine ländliche Leserschaft bedienende Wochenblatt der Bauernschaft für Salzburg widmete dem Blut-und-Boden-Film eine ausgiebige Betrachtung. Zwar habe Regisseur Kirchhoff es verstanden, „diesen Film zu einem wirklichen Erlebnis zu formen“ und hätten die Hauptdarsteller „das Leben und die Arbeit einer bäuerlichen Hofgemeinschaft ausgezeichnet gestaltet“. Dennoch bedauerte der Rezensent, dass der Film nicht auf die „verderbliche Erbmasse“ der Mutter eines der Protagonisten hingewiesen hätte, und bemängelte überdies im letzten Abschnitt des Films „zu viel amerikanisches Tempo“.

„Der Film zeugt von sauberer Gesinnung, ist fließend in der Handlung, wenn auch nicht immer zwingend motiviert, und die Darsteller leisten ihr Bestes. (…) Peinlich berührt, daß die Handlung zu einem antisemitischen Seitenhieb gebraucht wird, indem ein Winkeladvokat mit östlichem Namen und typisch jüdischen Gesichtszügen die Rolle eines feigen Drahtziehers spielt, der aus dem Hinterhalt durch ein falsches Gutachten sich auf Kosten des verblendeten Bauern zu bereichern sucht.“

In den Wiener Neuesten Nachrichten war zu lesen: „Fast balladenhaft, voll wunderbarem künstlerischen Ernst, wuchtig in seiner ganzen Konzeption und nach Scholle duftend: “Der ewige Quell“. (…) Herb, markant, fast dämonisch: Eugen Klöpfer als Lohhofbauer. Eine Prachtleistung voll suggestiver Kraft und Macht. Als Antipode von Format: Bernhard Minetti. Lina Carstens hervorragend als Dulderin und alles verstehende und verzeihende Lohhofbäuerin. Ein eigenartiger, interessanter Film …”
Im Lexikon des Internationalen Films heißt es: „Schwerblütig inszeniertes, mit namhaften Schauspielern besetztes Bauerndrama.“